# Manusmṛti
Manusmṛti (sanscrito: मनुस्मृति), chiamato anche Mānava-Dharmaśāstra (sanscrito: मानवधर्मशास्त्र), e tradotto in italiano come Le leggi di Manu, è un dharmaśāstra, ossia uno dei trattati (śāstra) hindu di diritto che raccolgono le regole del vivere umano secondo il dharma. L'opera è scritta in sanscrito ed è databile fra il II secolo a. C. e il II secolo d. C. Sebbene sia il risultato del lavoro di diversi autori, viene attribuita dalla tradizione a Manu, mitico figlio di Brahma, capostipite dell'umanità.
Il Mānava-Dharmaśāstra racconta come si è formato il mondo e qual è il dharma, la "legge" naturale e sociale che lo governa, e informa sia le prescrizioni relative al sacrificio sia quelle che riguardano i "quattro stadi" dell'esistenza. L'opera è anche un testo giuridico:  descrivendo in ogni dettaglio il modo in cui era articolata la vita nell'India antica, elenca i più svariati delitti e le ragioni per cui vengono perseguiti.
La fama del testo si diffuse anche fuori dall'India molto prima dell'era coloniale. La legge buddhista adottata da Myanmar e Thailandia in epoca medievale è attribuita a Manu e il testo ha influenzato i passati regni indù di Cambogia e Indonesia.
Il Mānava-Dharmaśāstra fu tradotto in inglese per la prima volta da Sir William Jones e pubblicato nel 1794.

## Etimologia
Sono due i titoli con i quali è conosciuta l'opera: Mānava-Dharmaśāstra, scomponibile in Mānava-dharma-śāstra, ossia "l'insegnamento delle leggi di Manu", e Manusmṛti, anch'esso riconducibile al nome del mitico autore del trattato. In quest'ultimo titolo,  il cui significato è "ciò che viene ricordato/tramandato da Manu", l'aggiunta del participio passato del verbo "ricordare", "smriti", enfatizza particolarmente l'appartenenza del testo alla tradizione (Smriti, ossia "ciò che viene ricordato" tra le opere composte da esseri umani), in contrapposizione ai testi della rivelazione (Shruti, ossia "ciò che fu udito" direttamente dagli dei).
Manu significa "saggio", ma è anche il nome proprio di un re, ritenuto l'antenato mitico della razza umana, l'Adamo indiano. Per questa ragione, in Mānavadharmaśāstra il termine "manava", "di Manu", può essere interpretato anche come "discendente da Manu", e quindi "appartenente alla razza umana". Il contenuto dell'opera può perciò essere definito "le leggi della razza umana".

## Contenuto dell'opera
Il Mānava-Dharmaśāstra è un'opera enciclopedica costituita da 2685 versi, nella quale vengono trattati argomenti apparentemente molto diversi, ma in realtà strettamente connessi tra loro, che concorrono a fornire una rappresentazione completa della società indiana conforme alle concezioni religiose Hindu.
L'importanza del testo è tale che nessuno studio moderno sulla famiglia, la psicologia, l'idea del corpo, la sessualità, l'atteggiamento verso il denaro e i beni materiali, la politica, la legge, le caste, la purificazione e l'impurità, i riti, le consuetudini e gli ideali sociali, i fini mondani e la rinuncia al mondo, quali sono concepiti dagli Hindu, ne può prescindere.
Tuttavia, si possono individuare due argomenti principali: i doveri e gli obblighi sociali delle varie caste e dei singoli individui nei diversi stadi della vita, e il modo in cui un re giusto deve governare e punire i trasgressori della legge nel suo regno.

### Varnasrama-dharma
Il primo di essi viene definito "varnasrama-dharma", perché tratta delle due preoccupazioni predominanti nel testo: il proprio dovere (dharma) rispetto alla propria posizione nella società (varṇa), e quello rispetto al proprio stadio della vita (ashrama).
La società vedica era divisa in quattro classi, dette "varna" (colore): i brahmani, i guerrieri (kshatriya), la gente comune (vaishya), i servi (shudra). Nel corso dei secoli, probabilmente come conseguenza dell'incrocio tra i varna, si verificò una proliferazione di gruppi sociali, da cui sorsero le attuali caste ("jāti", ossia "nascita").
Anche gli "ashrama", ovvero gli stadi della vita, sono quattro: lo studente casto (brahmacarya), il capofamiglia (grhastha), l'eremita nella selva (vanaprastha), il rinunciante (samnyasa). Il sistema degli ashrama sorse intorno al V secolo a. C. Il termine, anglicizzato in ashram, indicava inizialmente "il luogo dell'eremitaggio", ma in seguito il suo significato si estese, e venne a designare non solo "lo stile di vita degli eremiti", ma anche gli altri tre stili di vita della società brahmanica.
Nei Dharma-sastra, gli ashrama non sono considerati stadi successivi attraverso i quali l'uomo deve passare, ma possibilità permanenti, ovvero le scelte di vita che il maschio "due volte nato" (dvija) può compiere dopo il completamento dei suoi studi.
Premessa imprescindibile per la comprensione del testo, è la concezione della gerarchia castale, basata sulla polarità tra purezza e contaminazione. I brahmani sono la casta più pura, gli intoccabili quella più impura. Per questa ragione esistono norme rigide che prescrivono l'endogamia e la condivisione del cibo all'interno della casta. Per ogni individuo la casta è inalienabile, è come se i membri di una jati condividessero la stessa sostanza corporea. Il termine jāti, infatti, non si riferisce soltanto alle classi sociali, ma a tutte le categorie degli esseri. Insetti, piante, animali, esseri celesti, ecc. sono tutti jati, e conseguentemente le differenze tra le caste umane possono essere tanto grandi quanto quelle tra specie diverse.
I Dharma-sastra interpretano l'etica sociale come il mantenimento dell'ordine e dei confini tra gruppi e generi, in quanto dettati da diversi gradi di purezza e contaminazione. In questo contesto si colloca anche il noto concetto di "svadharma", ovvero il dovere proprio di ognuno, il quale implica che il dharma sia relativo, il dharma cioè, come ha osservato Wendy Doniger,  "si adegua al contesto". Ciò che è giusto per un guerriero può infatti essere ingiusto per un brahmano, ciò che è giusto per un uomo può essere ingiusto per una donna, e così via. Il Manavadharmasastra afferma:
"Il proprio dovere, per quanto privo di qualsiasi buona qualità, è migliore del dovere altrui, seppur ben fatto" (10.97)

### Il sovrano, l'arte di governare, e la legge
La sezione del Mānava-Dharmaśāstra dedicata al sovrano, all'arte di governare, e alla legge, è sproporzionatamente grande rispetto a quella dei testi tradizionali sul dharma dei predecessori di Manu. Questo aspetto risulta ancora più evidente se si considera che la sezione in questione si concentra solo su argomenti che riguardano il re e il varna dei guerrieri, mentre la sezione dedicata al varna dei brahmani include argomenti comuni a tutti i quattro varna.
Un'attenta lettura della sezione sul sovrano rivela che il suo contenuto è organizzato in modo tripartito. La prima parte, da 7.1 a 7.142, tratta dell'origine divina del re, dell'organizzazione dell'apparato statale (inclusa la nomina degli ufficiali), della costruzione di un forte, del matrimonio del re, della conduzione della politica estera (inclusa la guerra), e della tassazione. La situazione immaginata è quella dell'insediamento di un nuovo re in un territorio vergine. Egli non è sposato, e deve occupare un territorio, costruire una capitale, e organizzare una burocrazia statale. Ovviamente, città, forti e burocrazie sono preesistenti nella vita reale, perché si entra in possesso di un regno per successione ereditaria, o attraverso una guerra di conquista. Ma questa "tabula rasa" è l'espediente che permette al testo di esporre tutti gli aspetti connessi con l'arte del governare.
Nella seconda parte, lo schema narrativo del testo cambia, e si focalizza su un singolo giorno del re, da quando si sveglia a quando si corica nel suo letto. In 182 versi, questa sezione condensa la descrizione di tutti i compiti che un re deve assolvere nel corso della giornata (routine della mattina da 7.145 a 7.215; routine del pomeriggio da 7.216 a 7.222; routine della sera da 7.223 a 7.226).
La terza parte tratta del sistema della giustizia, e comprende "i 18 motivi di azione legale" (vyavaharapada). Questa sezione si estende da 8.47 a 9.251, e la sua struttura è significativamente diversa sia da quella degli altri due maggiori Dharma-sastra, ovvero Narada e Yajnavalkya, sia da quella dell'Arthasastra. Da ciò si evince che non c'era un ordine tradizionale prefissato per l'esposizione dei vyavaharapada, e l'ordine di enumerazione del Manavadharmasastra è quindi del tutto originale per quanto riguarda la sua maggiore sistematicità:
A. Dispute individuali e di gruppo (1-10)
B. Diritto penale (11-15)
C. Diritto privato (16-17)
D. Ordine pubblico e sicurezza (18)
Il punto A tratta di quelle dispute che devono essere state la ragione più comune delle azioni legali. I primi nove vyavaharapada, ad eccezione del quarto, il cui argomento è la disputa tra un individuo e un gruppo del quale egli è membro, trattano principalmente di dispute tra individui. Il settimo si occupa della rottura dei contratti, sia tra individui che tra un individuo e un gruppo. Il decimo vyavaharapada è dedicato alle dispute sui confini tra villaggi.
Il punto B si occupa delle aggressioni verbali e fisiche, del furto, della rapina, e dei crimini sessuali. Le cause per tali crimini non erano intentate dallo stato, ma dalle parti lese.
Il punto C tratta inizialmente delle dispute tra marito e moglie. Ma l'argomento più importante riguarda le controversie derivanti dalla partizione dell'eredità.
Il punto D si occupa del gioco d'azzardo e delle scommesse. Il Manavadharmasastra, a differenza di altri testi, non stabilisce norme per una regolamentazione di queste attività, perché ritiene che queste pratiche sociali debbano essere soppresse. La breve analisi del gioco d'azzardo è quindi da ritenersi parte di un più vasto argomento detto kantakasodhana, "lo sradicamento dei rovi di spine", ovvero la soppressione delle attività criminali all'interno del regno, il quale è presente in tutti i testi che trattano del dharma e dell'artha.

## Struttura dell'opera
Tradizionalmente il testo viene suddiviso in dodici capitoli:
- 1. Sulla creazione
- 2. Sull'educazione
- 3. Sul matrimonio
- 4. Sull'economia
- 5. Sulla dieta
- 6. Sulla devozione
- 7. Sul governo
- 8. Sulla legge
- 9. Sulle classi commerciali e servili
- 10 Sulle classi miste
- 11 Sulla pena e l'espiazione
- 12 Sulla trasmigrazione e la liberazione.

Da questa suddivisione, seguita da tutti i commentatori, si è discostato l'indologo statunitense Patrick Olivelle Archiviato il 25 settembre 2017 in Internet Archive., ritenendola non rispettosa dell'intento originario. A suo parere i capitoli che ne derivano includono argomenti molto diversi fra loro, che precluderebbero l'accesso alla vera struttura del testo, caratterizzata dalla tecnica del "verso di transizione" che demarca la conclusione di un argomento e l'inizio di un altro. 
Il verso 2.25 ne costituisce un esempio: 
("La legge di Manu, p. XXX")
Questo verso segna la transizione dai due argomenti introduttivi, ossia l'origine del mondo e le fonti del dharma, al corpo principale del testo, il dharma delle quattro classi sociali. Questa tecnica è una peculiarità di Manu, e i "versi di transizione" sono per la maggior parte contrassegnati da un'esortazione simile a "nibodhata" (Learn now.....). I "versi di transizione" sarebbero perciò gli indizi che permettono di decifrare la struttura del testo, così riassunta:
- 1. Origine del mondo cap.1 (1-119)
- 2. Fonti del dharma cap.2 (1-24), "verso di transizione", il succitato 2.25
- 3. Dharma delle quattro classi sociali, dal cap. 2.25 al cap. 11.266, sezione centrale dell'opera così suddivisa:
  - 3.1 Norme della legge, 2.25-10.131
    - 3.1.1 Norme dell'azione in circostanze normali, 2.26-9.336
      - 3.1.1.1 Il quadruplice dharma del brahmano, 2.26-6.97, "verso di transizione" 6.97
      - 3.1.1.2 Norme dell'azione del re, 7.1-9.325, "verso di transizione" 9.325
      - 3.1.1.3 Norme dell'azione dei vaisya e dei sudra,  9.325-9.336, "verso di transizione" 9.336

    - 3.1.2 Norme dell'azione in circostanze avverse, 10.1-10.129, "verso di transizione" 10.131

  - 3.2 Norme della penitenza, 11.1-11.265, "versi di transizione" 12.1 e 12.2
- 4. Esito del coinvolgimento nell'azione, 12.3-12.116
  - 4.1 Frutti dell'azione, 12.3-12.81, "verso di transizione" 12.82
  - 4.2 Norme dell'azione per il bene supremo, 12.83-12.115, "verso finale" 12.116

## Le fonti della legge hindu:Smriti e Shruti
Il dharma come insieme delle regole giuridiche che definiscono e disciplinano i diritti e i doveri dei singoli, si basa su diverse fonti. Quella più importante è rappresentata dai testi vedici, rivelati direttamente dalla divinità (Shruti). Seguono i testi della tradizione prodotti dagli uomini e tramandati per via mnemonica (Smriti), detti Kalpa-sutra e classificati in tre gruppi: Srauta-sutra, riguardanti la corretta esecuzione dei riti solenni, o pubblici; Grhya-sutra, riguardanti i riti domestici; Dharma-sutra, relativi alla legge e all'etica sociale.
Di poco posteriori ai Kalpa-sutra, sono i Dharma-sastra, anch'essi appartenenti alla smriti, i quali si distinguono dai precedenti perché sono composti in versi. La materia trattata è la stessa, ma i Dharma-sastra forniscono maggiori spiegazioni riguardo ad argomenti di cui i sutra tacciono, e contengono un maggior numero di materiale di tipo giuridico. In particolare, essi definiscono il ruolo del re e forniscono anche al capofamiglia di casta alta le indicazioni sui doveri da compiere, specificando ciò che è proibito, e indicando la connessione fra le regole e l'ordine cosmico della legge.
I Dharma-sastra furono utilizzati dalle assemblee brahmaniche per dirimere le questioni legali lungo l'intera storia dell'induismo, e acquisirono grande rilevanza nella legislazione anche durante la dominazione britannica in India.

## Contesto storico
Il Manavadharmasastra è la preziosa testimonianza di un'epoca nella quale l'India conobbe una vera e propria trasvalutazione di tutti i valori, attraverso l'introduzione dei concetti di vegetarianismo e nonviolenza (ahimsa) operata dagli "sramana", i rinuncianti al mondo, i quali esercitarono una notevole influenza a partire dal VI secolo a. C.
Sia gli ortodossi che composero le Upanisad, sia gli eterodossi, segnatamente i buddhisti e i jainisti, sfidavano gli assiomi fondamentali del vedismo. La rinuncia al mondo costituiva infatti una radicale deviazione dai valori del Veda, che affermavano la vita. La concezione del mondo come regno di sofferenza perpetua, ciclo infinito della rinascita, "saṃsāra", confliggeva con il telos vedico di un'esistenza terrena trascorsa nel godimento dei beni materiali, seguita da una vita eterna in cielo, la quale era un'estensione interminabile della prima.
Alla preoccupazione vedica di perpetuare il tempo, che era il fine primario dei sacrifici, si sostituì il perseguimento della purezza senza tempo delle origini, ovvero l'uscita dal tempo, e la ricerca della liberazione dal samsara, definita dai concetti di "mokṣa" e "nirvana". Tuttavia, di questi nuovi principi che capovolgevano le dottrine vediche si impadronì ben presto quella stessa classe di sacerdoti che era depositaria della tradizione del Veda. I più antichi Dharma-sutra, per esempio, risalenti al IV secolo a. C. e composti dai ritualisti, presuppongono già che i valori della rinuncia al mondo debbano guidare la vita morale nel mondo.
Il Manavadharmasastra costituisce perciò un tentativo sia di consolidare un antico retaggio, sia di riorientarlo secondo i nuovi principi di vita. Si può quindi affermare che l'ordine gerarchico delle classi sociali non cambiò, cambiò soltanto il criterio che lo stabiliva. Il vegetarianismo e la nonviolenza divennero ideali generalizzati, ovvero due delle fondamentali qualità che costituiscono il dharma universale (samanya), valido per tutti, senza distinzioni di classe o casta. Le caste dedite a occupazioni che comportavano poca violenza nei confronti degli esseri viventi e che praticavano il vegetarianismo si collocavano nella gerarchia castale al di sopra delle caste la cui esistenza dipendeva dall'atto di uccidere. È evidente quindi che queste ultime, nel perseguimento dello svadharma lodato dai sacerdoti, si autocondannavano per sempre a una relativa inferiorità rispetto ai sacerdoti stessi.
In ultima analisi, infatti, lo svadharma dei sacerdoti era l'unico pienamente conforme al dharma universale che imponeva la nonviolenza. Lo svadharma dei sacerdoti, essendo il prototipo gerarchicamente superiore, corrisponde quindi al dharma generale valido per tutti, finché non subentri la contraddizione. Ed è precisamente nella contraddizione che l'inferiorità gerarchica diventa inevitabile. Questa è la ragione per la quale la classe sacerdotale brahmanica riuscì a mantenere la supremazia sulle altre classi sociali, e perfino sulla figura del sovrano, il quale, a motivo del suo coinvolgimento negli intrighi politici, nelle guerre, e nelle pene capitali, rimase sempre relegato in una situazione di "impurità" rispetto al prototipo nonviolento, il sacerdote.

## Principali edizioni

### Italiano
- 1996. Doniger W. (a cura di), Le leggi di Manu, Adelphi, Milano
- 2010. Squarcini F., Cuneo D. (a cura di), Il trattato di Manu sulla norma, Einaudi, Torino

### Inglese
- 1794. Jones, W., Institutes of Hindu Law, or the Ordinances of Manu, Calcutta
- 1886. Buhler, G., The laws of Manu, Sacred Books of the East, XXV, Clarendon Press, Oxford
- 1891. Burnell, A. e Hopkins, E.W., Manavadharmasastra, K. Paul, Trench, Trubner, London
- 1920. Jha, G., Manusmriti with the Commentary of Medhatithi, 5 voll., University of Calcutta Press, Calcutta
- 1921. Macfie, J.M., The Laws of Manu: A Summary in English, The Christian Literature Society for India, Madras
- 1991. Doniger, W., The Laws of Manu, Penguin, Harmondsworth
- 2004. Olivelle, P., The Law Code of Manu, Oxford University Press, Oxford
- 2005. Olivelle, P., Manu's Code of Law: A Critical Edition and Translation of the Manavadharmasastra, Oxford University Press

### Francese
- 1833. Loiseleur-Deslongchamps, A., Lois de Manou, L'Imprimerie de Crapelet, Paris
- 1893. Strehly, G., Les Lois de Manou, Paris

### Tedesco
- 1975. Derrett, J.D.M. Manusastravivarana, traduzione dei capp. VI-XII e del commento di Bharuci, 2 voll., Franz Steiner Verlag, Wiesbaden

### Edizioni in lingua originale (Sanscrito)
- 1886. Mandlik, V.N., Manavadharmasastra, 2 voll., Vol. 1, Vol. 2, Ganpat Krishnaraji's Press, Bombay
- 1887. Jolly, J., Manavadharmasastra, Trubner, London
- 1959. Motwani, K., Manu Dharma Sastra, Madras
- 1972. Dave, J.H., Manusmriti, 5 voll., Vol. 3, Vol. 4, Bharatiya Vidya Bhavan, Bombay
- 1974. Sternbach, L., Manavadharmasastra, All India Kashiraj Trust, Varanasi

### Opera bibliografica di riferimento
- 1973. Sternbach, L., Bibliography of Dharma and Artha in Ancient and Medieval India, Harrassowitz, Wiesbaden